# Passat (kulle i Antarktis)
Passat är en kulle i Antarktis. Den ligger i Östantarktis. Norge gör anspråk på området. Toppen på Passat är 145 meter över havet, eller 84 meter över den omgivande terrängen. Bredden vid basen är 9,5 km.
Terrängen runt Passat är huvudsakligen platt. Trakten är obefolkad. Det finns inga samhällen i närheten.